# 富田氏實
富田氏實，戰國時代武將，蘆名名家臣。蘆名四天宿老重臣之一。官居美作守。父親為富田滋實，兒子為富田隆實（將監）。

## 略歷
元龜3年（1572年）時曾出面調停過村莊的土地紛爭。蘆名家當主盛隆被刺殺死後，由盛隆之子年僅2歲的蘆名龜王丸繼承，但2年之後，龜王丸也病死。蘆名氏陷入家督繼承的紛亂中，家中重臣分親伊達及親佐竹兩派，富田氏實為親伊達派，提出迎入伊達政宗的弟弟伊達政道繼承家督，但由於金上盛備進言迎立佐竹義重之子義廣繼承，聲勢受挫。摺上原之戰前，由於伊達政宗答應保障其所領安堵而接受寢返，於戰鬥進行中先行撤退，造成蘆名家總崩，戰後投降於伊達家。